# N-vinylcaprolactam
N-vinylcaprolactam, of correcter N-vinyl-ε-caprolactam, is een vinylverbinding afgeleid van caprolactam. Het is een kristallijne vaste stof met een smeltpunt van ongeveer 34°C. Het is erg hygroscopisch en absorbeert vocht uit de lucht.

## Synthese
N-vinylcaprolactam kan bereid worden door de reactie van caprolactam met acetyleen en met kaliumhydroxide of het kaliumzout van caprolactam als katalysator. De synthese kan ook gebeuren met kaliumhydroxide en 18-kroon-6-ether als co-katalysator.

## Eigenschappen
Zoals andere vinylverbindingen is N-vinylcaprolactam makkelijk te polymeriseren. Gedurende de opslag moet er daarom een stabilisator worden toegevoegd die de polymerisatie voorkomt; dit is gewoonlijk een amine. De stof dient ook koel en in een donkere plaats bewaard te worden.

## Toepassingen
N-vinylcaprolactam wordt gebruikt als monomeer voor polymeren. Het homopolymeer is polyvinylcaprolactam. Het vormt ook copolymeren met allerlei andere monomeren.